# Burlington Northern Railroad

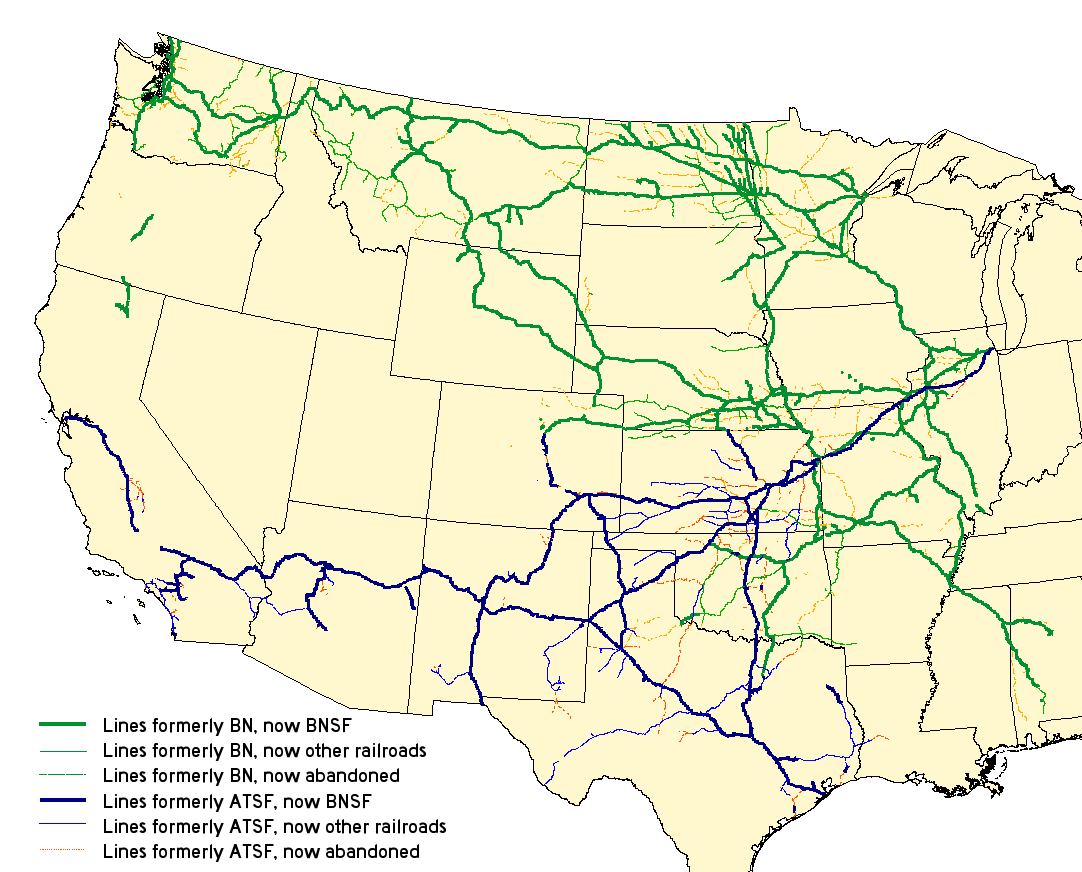
A Burlington Northern Railroad vasúthálózata (zöld színnel jelölve) 1996, ban, mielőtt egyesült a az Atchison, Topeka and Santa Fe Railway társasággal (kék színnel jelölve)

A Burlington Northern Railroad (jelentési jel: BN) egy Amerikai Egyesült Államokbeli vasúttársaság volt, amely négy nagy amerikai vasúttársaság egyesüléséből jött létre. A Burlington Northern 1970 és 1996 között működött.
Történelmi vonala a vasút legkorábbi napjaiban kezdődik, a Chicago and Aurora Railroad 1848-as alapításával, amely a Chicago, Burlington and Quincy Railroad közvetlen elődvonala volt, és amely a Burlington nevet adja a különböző fúzióból származó utódok nevéhez.
A Burlington Northern 1996. december 31-én felvásárolta az Atchison, Topeka and Santa Fe Railway-t, és ezzel megalakult a Burlington Northern and Santa Fe Railway (később átnevezték BNSF Railway-re), amely a Burlington Northern Santa Fe Corporation tulajdonában volt. Ezt a vállalatot 2009-ben megvásárolta a Berkshire Hathaway, amelyet a befektető Warren Buffett irányít.

## Története
A Burlington Northern Railroad négy nagy vasúttársaság - a Great Northern Railway (GN), a Northern Pacific Railway (NP), a Spokane, Portland and Seattle Railway (SP&S) és a Chicago, Burlington and Quincy Railroad (CB&Q) - egyesüléséből jött létre.
A négy vasúttársaság története nagyon összefonódott, ami James J. Hill, a Great Northern Railway-t alapító vasútmágnás erőfeszítéseinek köszönhető. Hill 1896-ban vásárolt részesedést a Northern Pacificben, amikor a vasút pénzügyi zűrzavaros időszakot élt át. Hill megpróbálta egyesíteni a két vasutat, de a Northern Pacific vezetői visszautasították.
1901-ben a két vasúttársaság összefogott, és megvásárolta a Chicago, Burlington és Quincy Railroad szinte összes részvényét, mivel mindkettőnek szüksége volt a Chicagóval, az ország vasúti csomópontjával való összeköttetésre. Ugyanebben az évben történt a következő kísérlet a vasutak egyesítésére a Northern Securities Company létrehozásával, amely egy mindhárom vasúttársaságot ellenőrző tröszt volt, Hill elnökletével. A társaságot 1902-ben a Sherman Antitrust törvény alapján beperelték, és 1904-ben a Legfelsőbb Bíróság Northern Securities Co. kontra Egyesült Államok ügyben hozott ítéletében az igazságügyi minisztérium nyert.
Bár az ítélet arra kényszerítette a három vállalatot, hogy egymástól függetlenül működjenek, mégis szoros kapcsolatban álltak egymással, sőt, még a székhelyükön, a minnesotai Saint Paulban található Railroad and Bank Building-en is osztoztak. 1905-ben megalakult a Spokane, Portland and Seattle Railway. A Chicago, Burlington and Quincy Railroadhoz hasonlóan ez az új vasúttársaság is a Great Northern és a Northern Pacific társtulajdonában állt, és mindkettőnek lehetővé tette a csendes-óceáni északnyugati térség elérését.
A vezetők még két alkalommal, 1927-ben és 1955-ben próbálkoztak az egyesüléssel, de nem jártak sikerrel.
A négy vasúttársaság végül 1970. március 2-án kapta meg az engedélyt az egyesülésre, miután a jogi kihívás ismét a Legfelsőbb Bíróság elé került. Louis W. Menk vezetésével az újonnan létrehozott holding, a Burlington Northern, Inc. megvásárolta a négy vasúttársaságot, és egyesítette őket a Burlington Northern Railroadba. Louis Menk lett a vállalat első elnöke és vezérigazgatója.
A Burlington Northern további bővítése érdekében 1972-ben egyetlen vágányt építettek a Powder River Basinbe a különböző szénbányák kiszolgálására. A bővítés az Egyesült Államok vasúttörténetében példa nélküli forgalmat jelentett. 1971-ben, az új vasút első teljes évében a vonatok 64,116 millió árutonna-mérföldet szállítottak, 1979-re ez az összeg 135,004 millió volt.. A növekedés nagy részét a Wyomingból származó Powder River-i szénnek tulajdonították.
A Burlington Northern a tehervonatok kezelése mellett rövid ideig városközi személyvonatokat is üzemeltetett. A BN mindössze néhány héttel az eredeti California Zephyr járat megszűnése előtt kezdte meg működését, amelyet a CB&Q a Denver & Rio Grande Western és a Western Pacific vasúttársaságokkal közösen üzemeltetett, és a North Coast Limited, Mainstreeter, Empire Builder, Western Star, Denver Zephyr, "Gopher" és "International" járatokat üzemeltette tovább, amíg az Amtrak 1971 májusában át nem vette a helyközi személyszállítást, így az utolsó "új" I. osztályú vasút lett, amely saját személyvonatokat üzemeltetett. A BN üzemeltette a CB&Q-tól örökölt ingázó vonalat is az Illinois állambeli Aurora és Chicago Union Station között. Ezt a vonalat a mai napig a BNSF Railway birtokolja és üzemelteti a Metra-val kötött szolgáltatásvásárlási megállapodás alapján.
1980 májusában, amikor a Mount St. Helens kitört, a BNR tulajdonában volt a Mount St. Helens csúcsát körülvevő földterület Washington államban. A 19. században az Egyesült Államok kormánya az amerikai Nyugat megnyitásának eszközeként földterületeket osztott szét a vasutak között, és a 9 677 láb magas csúcsot a Northern Pacific kapta meg. Az 1970-es fúzió során a Burlington Northern örökölte meg. A vulkánkitörést követően a vulkánt is magába foglaló földterületet később a vasút és az Egyesült Államok Erdészeti Szolgálata közötti földcsere keretében átadták, hogy létrejöhessen a Mount St. Helens Nemzeti Vulkáni Emlékmű.
1980. november 21-én megvásárolták a St. Louis-San Francisco Railway-t, így a vasút egészen Floridáig délre jutott.
Az 1980-as évek elején a Burlington Northern Inc. tulajdonában lévő két, egymástól függetlenül működő vasúttársaságot beolvasztották a Burlington Northern Railroadba. 1981-ben a Colorado and Southern Railwayt, majd 1982-ben a Fort Worth and Denver Railwayt olvasztották be.
A vasút 1981-ben áthelyezte székhelyét Saint Paulból a washingtoni Seattle-be, valamint anyavállalatát és testvérvállalatát.
A Burlington Northern, Inc. összes nem vasúti tevékenységét 1988-ban egy új vállalatba, a Burlington Resources-ba szervezték ki.
A vasút 1988-ban ismét áthelyezte székhelyét, Seattle-ből a texasi Fort Worth-be költözött.
1995. szeptember 22-én az Atchison, Topeka and Santa Fe Railway egyesült a Burlington Northernrel, és így jött létre a Burlington Northern Santa Fe Railway. Az egyesülés azonban csak 1996. december 31-én vált hivatalossá, amikor is közös diszpécseri rendszert hoztak létre, a Santa Fe szakszervezetben nem dolgozó diszpécserei szakszervezetbe tömörültek és a Santa Fe vonatazonosító kódjainak bevezetése az egész rendszerre kiterjedt. 2005. január 24-én a vasút rövidítette nevét BNSF Railway-re.

## Útvonal

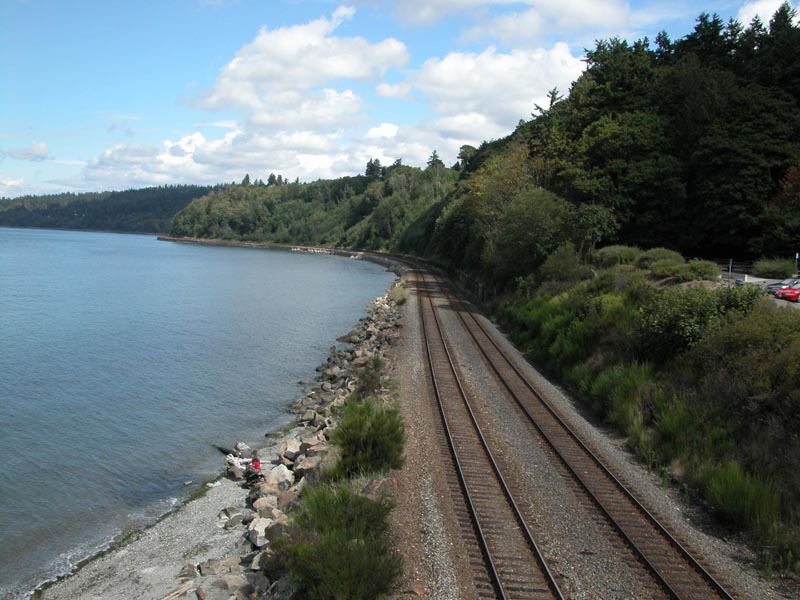
A Washington állambeli Seattle-ből észak felé tartó fővonal a Puget Sound partja mentén

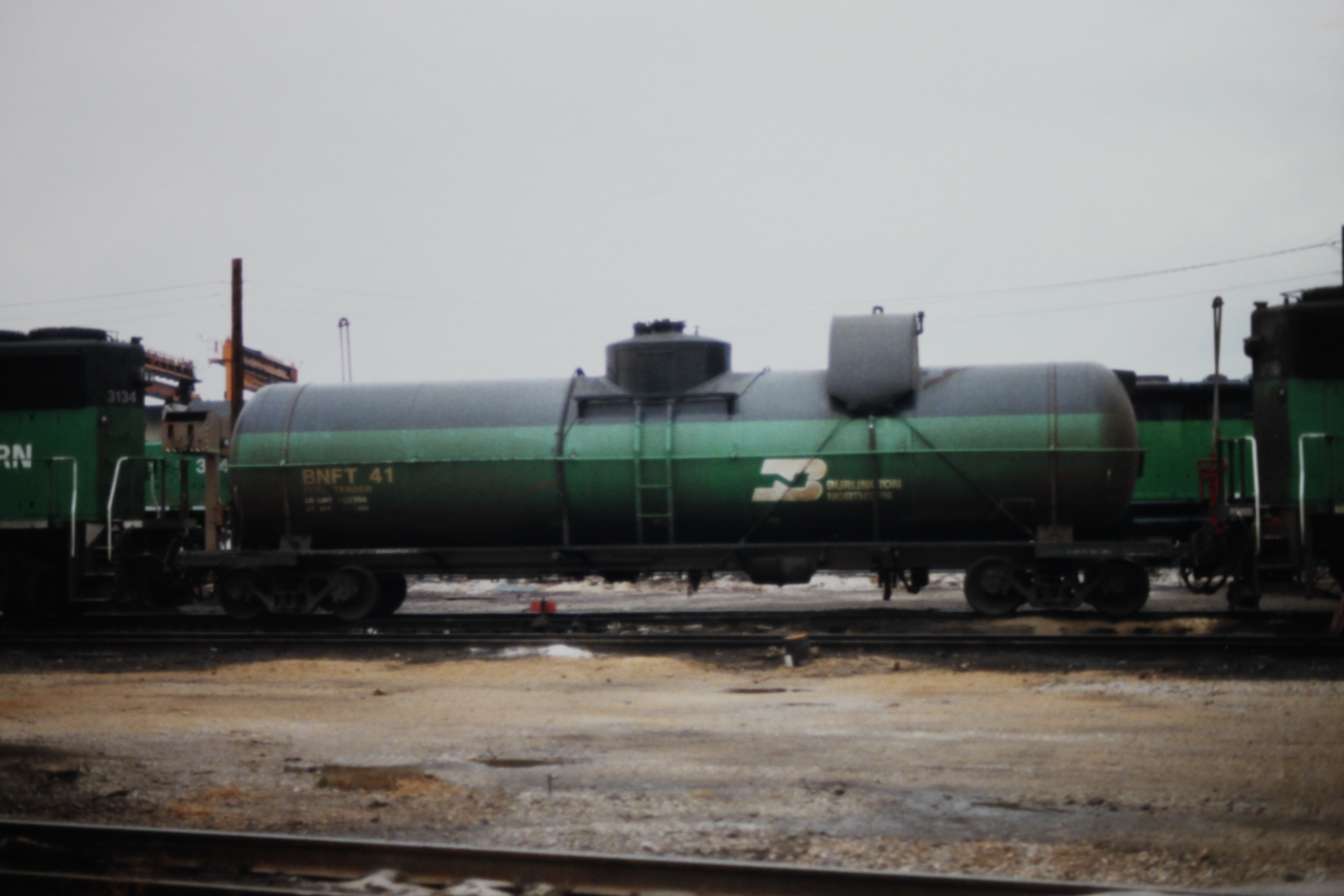
A Burlington Northern üzemanyagszállító tartálykocsikat használt a speciálisan felszerelt mozdonyok között azokon a területeken, ahol nem voltak kiszolgáló létesítmények. A BNSF megszüntette ezt a gyakorlatot új létesítmények, például az idahói Rathdrumban található Hauser üzemanyagtöltő létesítmény építésével

A Burlington Northern az Egyesült Államok nyugati részén a legészakibb vasútvonalakat járta be. Ezek az útvonalak az Illinois állambeli Chicagóban kezdődtek, és nyugat-északnyugat felé haladtak a Wisconsin állambeli La Crosse-ig. Innen az útvonalak északnyugati irányban folytatódtak a minnesotai Minneapolison és St. Paulon keresztül az észak-dakotai Grand Forksig. Grand Forksból az útvonalak nyugatra, Észak-Dakotán, Montanán és Idahón keresztül a washingtoni Spokane-ig futottak. Az egykori GN Észak-Dakotán és Montana északi részén keresztül vezetett, a Marias Passnál keresztezve a kontinentális választóvonalat, míg az egykori NP vonal Montana déli részén keresztül vezetett (amely 1987-ben a Montana Rail Linkhez került), a Mullan és a Homestake Passnál keresztezve a kontinentális választóvonalat. Spokane-nál az útvonalak háromfelé ágaznak. A korábbi Great Northern útvonal nyugatra, a washingtoni Wenatchee-ig futott, a Stevens Passnál lévő New Cascade Tunnelnél átkelt a Cascade Range alatt, és a washingtoni Everett-en keresztül leereszkedett a Puget Sound régióba. Az egykori Northern Pacific délnyugat felé fordult a Tri-Cities felé, majd északnyugat felé a washingtoni Yakima felé, és a Stampede alagútnál átkelt a Cascade Range alatt, majd a washingtoni Auburnnél leereszkedett a Green River völgyébe, ahol csatlakozott a Brit Columbiába és az oregoni Portlandbe vezető, meglévő NP-vonalakhoz. A Spokane, Portland és Seattle vonalak délnyugatra, a Tri-Citiesig futottak, majd a Columbia folyó északi partját követve a washingtoni Vancouverig.

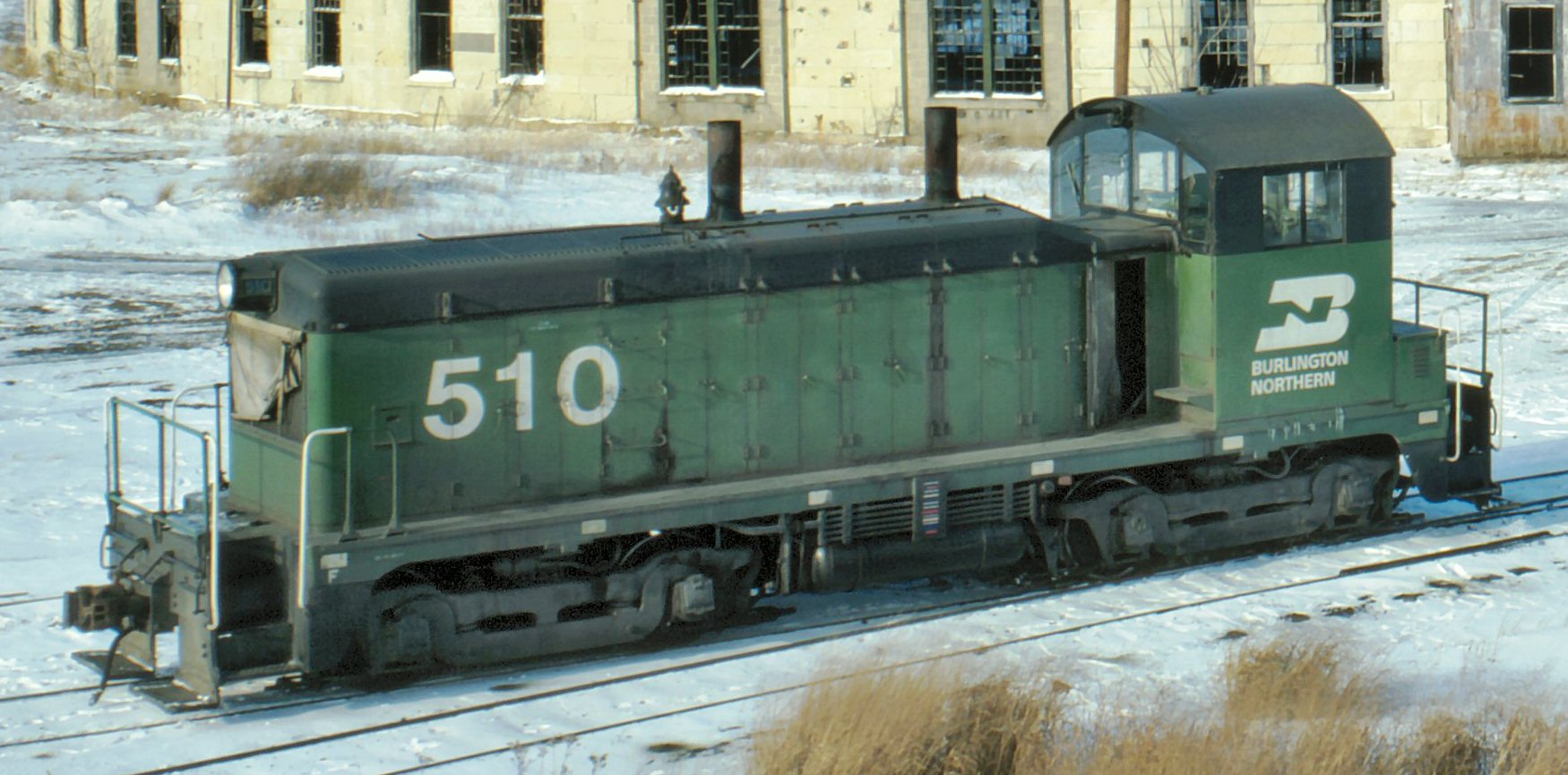
NW2 510 Auroránál, Illinois államban

A St. Louis - San Francisco Railway felvásárlásával az útvonalat kiterjesztették az Egyesült Államok dél-középső és délkeleti részére.
A Transport Statistics szerint a BN 1970 végén 23 609 mérföldnyi vonalat és 34 691 mérföldnyi vágányt üzemeltetett; a QA&P és az AT&N nélkül 4547 SLSF mérföldnyi vonalat mutat. 1981 végén a BN 27374 mérföldnyi vonalat és 40041 mérföldnyi vágányt mutatott ki.
Az 1980-as Mount St. Helens kitörés idején a vulkán szétrobbantott csúcsa a Burlington Northern tulajdonában volt. A kitörést követően a Burlington Northern beleegyezett egy földcserébe az amerikai kormánnyal, és a hegyen lévő négyzetmérföldnyi területét máshol lévő nemzeti erdőterületre cserélte, hogy lehetővé tegye a Mount St. Helens Nemzeti Vulkáni Emlékmű létrehozását a vulkán megőrzése és utóhatásainak tudományos tanulmányozása érdekében.

## A vállalat tisztségviselői

### A Burlington Northern Railroad elnökei
- Louis W. Menk (1970–1971)[9]
- Robert W. Downing (1971–1976)[10][11]
- Norman Lorentzsen (1976–1981) [12][13]
- Richard C. Grayson (1981–1982)
- Walter A. Drexel (1982–1985)
- Darius W. Gaskins, Jr. (1985–1989)[14][15][16]
- Gerald Grinstein (1989–1995)[17]
- Robert D. Krebs (1995–1996) [post BN]